# Straussler V–3
A Straussler V–3 könnyű (vagy kis) harckocsi az első magyar fejlesztésű páncélos harcjármű a Horthy korszakban. Egyetlen prototípus készült el 1936-ban. (Az első magyar harckocsi a briteket is megelőző Lipták harckocsi volt 1914-ben.)

## Története
A hadügyminisztérium fejlesztési irányelvei alapján 1934-ben olyan harckocsi fejlesztését kellett megkezdeni, amelyik képes lánctalpon és lánctalp nélkül egyaránt közlekedni. Az elképzelés az M1931 Christie és M1932 Christie fejlesztési sikereiből adódott. A kor futóművei és lánctalpai közúton kisebb sebesség elérését tették lehetővé, mint amit a kerekes harcjárművek esetében elérhettek. Az M1932 Christie közúton, közvetlen kerékhajtással 193 km/h sebességet ért el (igaz, láncon is képes volt a közúti 96 km/h sebességre).
A harckocsi kifejlesztését 70 ezer pengővel támogatta a Honvédelmi Minisztérium. A csepeli Weiss Manfréd Művekben 1936 tavaszára készült el az első üzemképes prototípus, mely a V–3 típusjelzést kapta (V – vontató). 1936 augusztusában a Csepel-sziget és a Háros-sziget között úszópróbáknak is alávetették  a harcjárművet. Az úszást a jármű oldalára szerelt úszótestekkel és kiegészítő hajócsavarokkal oldották meg.
A harcjármű csak előkísérletekre szolgált, tornyot eleinte nem kapott, a teljes felszereltség tervezett tömegét súlyokkal pótolták a teszteken. Csapatpróbái Hajmáskéren, 1936. május 26-tól június 30-ig zajlottak. Ez időre készen állt a 34/A M géppuskával szerelt bukótorony is. A magyarországi próbák befejezése után a prototípusba nagyobb teljesítményű motort szereltek, majd Nagy-Britanniába szállították. Ott újabb kísérleteknek vetették alá, még erősebb Alvis-motorral látták el, de sorozatgyártására nem került sor.

## Jellemzői

A V–3 könnyűharckocsi prototípusa torony nélkül, első változatú, feszítőgörgő nélküli lánctalppal

A magyar futóműtervező, Straussler Miklós a magyar harckocsitervezésben még új elképzelést valósított meg (Straussler szabadalom), amelyben a lánchajtókerék nem emelkedik el a földtől, hanem a lánc nélküli üzemmódban is használható. Oldalanként két lánchajtókerék és két futógörgő himbás futóművet alkotott. Az első és hátsó állandóan hajtott kerekek lehetetlenné tették a merev hajtást, ezért hosszirányú differenciálművet is igényelt. Az oldalakat keresztstabilizátorokkal kötötték össze. A teszt-tapasztalatok alapján a későbbiekben oldalanként két feszítőgörgőt is beépítettek, mivel a terep-egyenetlenségek leküzdése során a lánc sokszor a mozgásképtelenségig meglazult.
A kor motorjaihoz képest erős és nagy nyomatékú AC II motor 3600 cm³ lökettérfogattal és felső vezérműtengellyel rendelkezett. Elméleti 45 km/h sebessége és páncélzata meghaladta a kategória általános paramétereit. Az úszáshoz 450 mm átmérőjű hajócsavarokkal lehetett felszerelni.
A csapatpróbákon a jármű (12 t-ra kiegészített terheléssel) az előírt 45 km/h lánctalpas sebességet, valamint a 10 km/h-s vízi sebességet nem tudta elérni, ezért 1936 augusztusában a prototípus új, 4940 cm³ térfogatú (110 mm furat, 130 mm löket), felülvezérelt szelepelésű, két vezérműtengelyes motort kapott, mely 3000/min fordulatszámon 103 kW (140 LE) teljesítményt adott le.

## Hátrányai
A tervezés során túl sok követelménynek kellett volna eleget tenni, és ezt az úszásképesség későbbi (1936 nyarán bevezetett) követelménye csak fokozta.
A lánc nélküli közlekedést megnehezítette, hogy a levett lánctalpat nem lehetett felmálházni a harckocsitestre, így annak szállítása nem volt megoldott. A tömör gumis meghajtott kerekekre láncüzemben túl nagy fajlagos nyomóerő hatott (15 kN), mivel a lánctagok elégtelen tervezése miatt a felfekvése sokkal kisebb volt, mint lánc nélkül. Lánc nélküli üzemmódban viszont a jármű úttartásával és kormányzásával adódott probléma.
A csapatpróbákon gyengén teljesített, gyakori műszaki problémák adódtak, emellett lövéspróbát sem hajtottak végre, mert nem kaptak engedélyt rá. A bukótornyot a csapatpróbák idején Diósgyőrben, önállóan tesztelték.
Úszóképessége csak nagy méretű úszótestekkel volt biztosítható, ezért ezeket is külön kellett utánaszállítani, illetve az eredeti elképzelés szerint a harckocsi ezeket utánfutón vontatta volna maga után. A vízben való mozgásra szolgáló hajócsavarokat is az átkelés előtt kellett felszerelni, ezért a harckocsi továbbra sem tudott menetből 0,9 méternél mélyebb vízen átkelni.

## Haditechnikai jelentősége
Magyarország a trianoni békeszerződés miatt nem gyárthatott páncélos harcjárművet. A páncéloskiképzést néhány első világháborús LK–II típusú német harckocsival végezték. 1929-ben két darab Vickers gyártmányú, kerekeken és lánctalpon egyaránt üzemeltethető páncélos járműre kapott engedélyt a Honvédelmi Minisztérium, amelyet rendőrségi célokra használhattak. Az angolok a járművekhez nem szállítottak lánctalpat.
Straussler Miklós Londonban élő tervező volt. Beosztásai révén jól ismerte a kor angol és amerikai fejlesztéseit, így a Carden–Loyd és a Christie-féle futóműmegoldásokat. Már 1932-ben tárgyalt a Weiss Manfréd Művek vezetőivel egy könnyű páncélgépkocsi létrehozásáról, majd 1933-ban egy – akkor már elavult – kétszemélyes Carden–Loyd harckocsit csempésztek az országba. Straussler ebben a helyzetben vetette fel egy saját tervezésű kisharckocsi tervezésének és kivitelezésének ötletét.
Ezekben az években a HM semmilyen forrásból nem juthatott hozzá korszerű harcjárművekhez, ezért a gyalogsági támogató eszköz kifejlesztésének ötletét magukévá tették. 1934-ben Straussler felajánlotta a saját terveit a kisharckocsihoz. A Straussler futómű Magyarországon olyan újszerű volt, hogy önálló szabadalmi oltalmat kapott.
A V–3 harckocsi jelentősége a kor egyedülálló műszaki innovációjában rejlik: a kezdeti nehézségeket leküzdve az átdolgozott Straussler-futómű a V–4 esetében már jónak bizonyult. Nagy terepi átlagsebességre volt képes, a harckocsi kilengése minimális volt, ami a fegyverzet használatát könnyítette. A futómű jól igazodott a terepegyenetlenségekhez, kicsi volt a bólintása.
Másik jelentősége, hogy e típusnál oldották meg a toronyban és a motorban később a V–4 típusnál alkalmazott technológiák elsődleges hibáit, így az erősebb motor kifejlesztését, a torony fegyverzetének biztonságos működését, a parancsnok szabad kitekintését. Bár a V–4 zsákutcának bizonyult, a kezdeti lépések elegendő rutint adtak a további fejlesztésekhez a tervezőknek.
Mindezen körülmények miatt a Straussler-féle V–3 kisharckocsi a magyar haditechnológia mérföldkövének számít.

## Egyéb adatok
- Hasmagasság: 0,3 m
- Mászóképesség: 40°
- Gázlóképesség: 0,9 m

### Külső hivatkozások
- Freeweb
- HADITECHNIKA – TÖRTÉNET[halott link]
- zmne.hu